# Margaret Weis
Margaret Edith Weis (Independence, Misuri, 16 de marzo de 1948) es una escritora estadounidense especializada en la novela fantástica y en la ciencia ficción. Junto a Tracy Hickman, creó el universo literario y de juegos de rol Dragonlance.
También ha publicado bajo los nombres de Susan Lawson y Margaret Baldwin.

## Juventud
Margaret Weis nació en el 16 de marzo de 1948 en Independence, Misuri. Descubrió la fantasía heroica mientras estudiaba en la Universidad de Misuri. «Leí a Tolkien cuando cogió fama por primera vez en las universidades en 1966. Una amiga me dio un ejemplar de los libros mientras estaba en la escuela de verano de la MU. ¡Literalmente no podía soltarlos! Nunca he encontrado otra fantasía que me haya gustado, ni he leído más fantasía después de Tolkien.».
Se graduó en la Universidad de Misuri con un título de escritura creativa y literatura.

## Carrera
El primer trabajo de Margaret Weis fue en una pequeña editorial en Independence, donde se convirtió en editora. De 1972 a 1983 trabajó en la Herald Publishing House, como directora comercial y posteriormente como directora de Independence Press, el sello de Herald Publishing dedicado al mercado de bolsillo, desde 1981 hasta 1983.
A finales de los setenta y principios de los ochenta, Weis escribió libros para niños sobre temáticas tan dispares como los ordenadores, los robots, la historia de Acción de Gracias, los forajidos Frank y Jesse James así como un libro con un nivel de lectura de segundo curso para prisioneros con bajo nivel educativo. 

### Dragonlance
En 1983, Weis se presentó al puesto de editora de juegos en TSR, Inc. que vio anunciado en Publisher's Weekly. TSR la rechazó para ese puesto, pero la contrató como editora de libros. Trabajó allí hasta 1986.
Uno de sus primeros trabajos fue ayudar a coordinar, junto a su colega Tracy Hickman, «Project Overlord», que debía incluir una novela y tres módulos para AD&D. Weis y Hickman idearon la trama de la novela y contrataron a un escritor. Esto no dio el resultado esperado. «Para entonces, Hickman y yo estábamos tan comprometidos con el proyecto que sentíamos que debíamos escribirlo nosotros». 
«Project Overlord» pronto pasó a llamarse Dragonlance y se convirtió en una trilogía de novelas, Las crónicas de la Dragonlance, y quince módulos interconectados. Jean Black, editor jefe del sello literario de TSR, escogió a Weis y a Hickman para que escribieran la saga. «Creo que lo que hizo que el proyecto tuviera tanto éxito fue que todos los que estaban involucrados en él estaban entusiasmados y creían en sus posibilidades», dijo Weis. 
Weis y Hickman también escribieron la siguiente trilogía, Leyendas de la Dragonlance, que se publicó en 1986. En equipo, han creado varios proyectos basados en este universo, desde novelas e historias cortas, hasta calendarios.

### Después de TSR
Después de dejar TSR, Weis y Hickman escribieron la trilogía de La espada de Joram (1986-87) y la heptalogía El ciclo de la puerta de la muerte (1988-94) para Bantam Books. Weis también escribió la saga de ópera espacial La estrella de los guardianes, de la que dice que es su saga favorita entre todo lo que ha escrito. Después, le diagnosticaron cáncer de pecho, pero lo superó en 1993. Publicó un juego basado en la saga de La estrella de los guardianes desde 1994 hasta el 96 y se casó con Don Perrin, un escritor y diseñador de juegos, en 1996. Weis volvió a la Dragonlance en 1995 con Los caballeros de Takhisis y su siguiente proyecto fue en solitario con La forja de un túnica negra basado en su personaje favorito de la saga: Raistlin, el mago. En 1998 empezó a trabajar junto a Hickman en la trilogía de La gema soberana, ambientada en un mundo creado por Larry Elmore. También continuaron sus publicaciones en la Dragonlance con La guerra de los espíritus.
Entre 2003 y 2005, escribió la trilogía Dragonvarld. Después volvió a la Dragonlance, donde terminó la primera novela de las Crónicas Perdidas con su coautor Tracy Hickman. Esta, titulada El mazo de Kharas, salió en Estados Unidos en julio de 2006. Su siguiente trabajo en la Dragonlance fue La discípula oscura cuya tercera novela, Ámbar y Sangre, salió a la venta el 6 de mayo de 2008 en Estados Unidos, Timun Mas lo trajo a España en 2009.
En 1999, la revista Pyramid nombró a Weis una de las Personas más Influyentes del Milenio, al menos en el ámbito de los juegos de aventuras. Dijo también que ella y Hickman eran básicamente los responsables de todo el género de la literatura basada en juegos de rol. Se introdujo a Weis en el Salón de la Fama Origins en 2002, en parte como reconocimiento a "una línea de juegos convertida en sensación literaria: Dragonlance". 
A finales de los noventa, Larry Elmore se acercó a Weis y Hickman para presentarles su mundo de fantasía llamado Loerem, en el cual aceptaron escribir la trilogía de La gema soberana. Weis formó entonces la compañía Sovereign Press, consigo misma como presidenta, para publicar el juego de rol de La gema soberana escrito por Don Perrin y Lester Smith. Para dar más peso al escenario, Weis y Perrin escribieron un relato corto titulado Sahdamehr y los cuentos de ancianas que apareció en la Dragon #264 (octubre de 1999). En 2002, Wizards of the Coast aceptó licenciar el escenario de Dragonlance a Sovereign Press para publicar juegos de rol. Weis y Perrin, junto a Jamie Chambers y Christopher Coye escribieron el Escenario de Campaña de Dragonlance (2003) para que lo publicase Wizards of the Coast, tras lo cual Sovereign Press pudo expandirlo y hacer suplementos empleando la licencia d20. En 2004, Perrin dejó Sovereign Press y Weis fundó su nueva compañía Margaret Weis Productions. 
Además de su carrera literaria, Weis actúa como dueña y jefa de dos editoriales, incluyendo Sovereign Press, Inc., una editorial de juegos situada en Lake Geneva Wisconsin. Esta compañía antes poseía la licencia al mundo del juego de rol de La gema soberana de Larry Elmore, de ahí el nombre de la compañía. Ahora produce la línea de productos de la Dragonlance, licenciada a Wizards of the Coast. Su nueva compañía Margaret Weis Productions, Limited, publica una línea de juegos de rol basada en varias licencias, incluyendo Serenity, Battlestar Galactica, así como la nueva aventura de Ed Greenwood en los juegos de rol, Castlemourn. 
Weis también ha participado en la Junta de Dirección de Mag Force 7, Inc., la desarrolladora de La estrella de los guardianes y Wing Commander Collectible Trading Card Game (CCG)